# Stronnictwo białych
Biali – potoczna nazwa umiarkowanego (liberalno-konserwatywnego) obozu w polskim ruchu narodowym przed wybuchem i w okresie powstania styczniowego (1863-1864), działającego w latach 1861-1864 na ziemiach polskich i na emigracji. Jedno z dwóch (obok „czerwonych”) głównych ugrupowań politycznych w Królestwie Polskim w tym okresie. Obóz polityczny reprezentujący ziemiaństwo, burżuazję i inteligencję miejską, głoszący hasło niepodległości.

## Historia

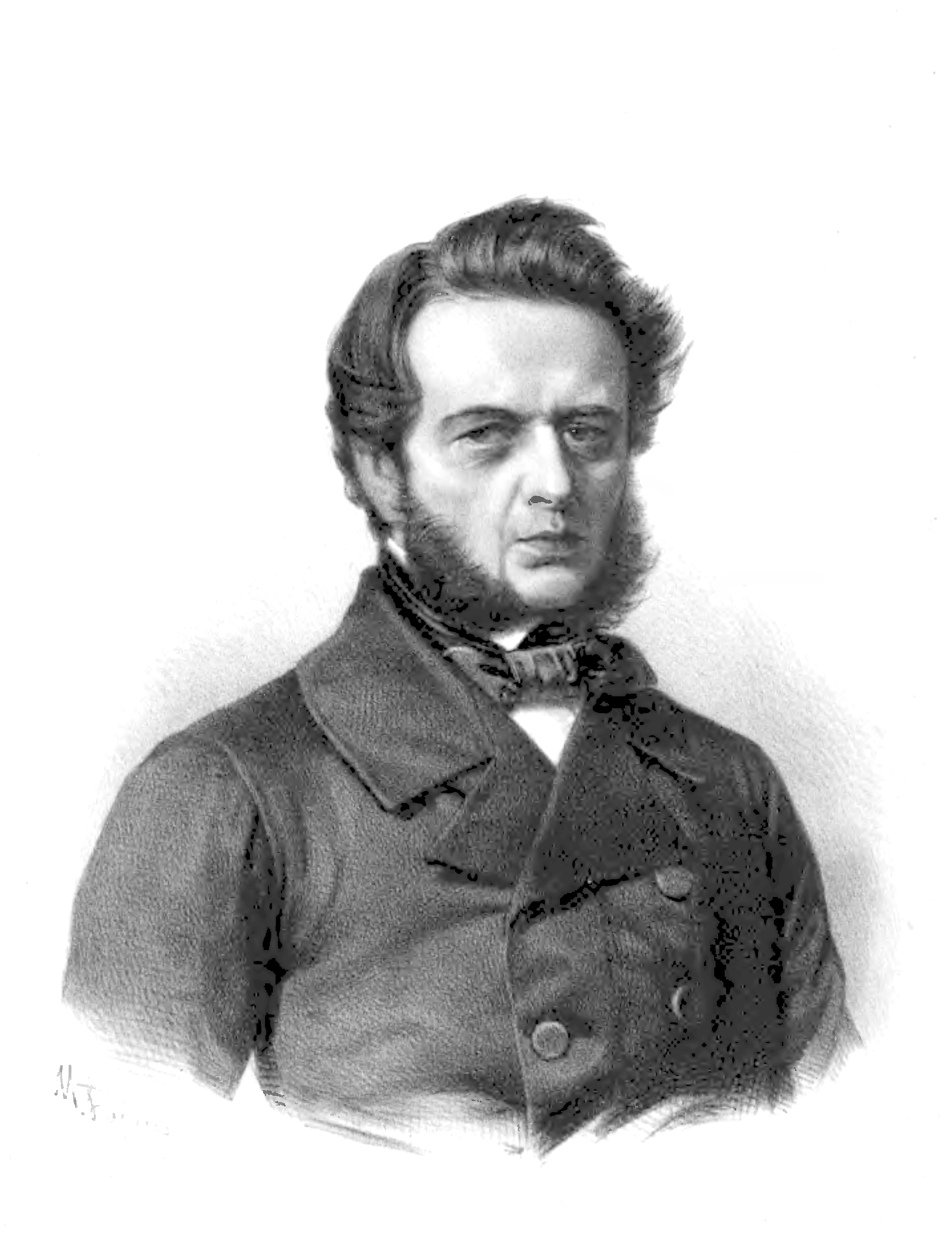
Andrzej Zamoyski, jeden z najwybitniejszych działaczy „białych”

W latach 1833–1858 w Królestwie Polskim obowiązywał stan wojenny. Car Rosji Aleksander II zezwolił na utworzenie w 1858 w Królestwie Polskim Towarzystwa Rolniczego w Warszawie, organizacji ziemiańskiej pod przewodnictwem Andrzeja Zamoyskiego. Towarzystwo dążyło do powszechnego zniesienia pańszczyzny i zamiany jej na czynsz lub uwłaszczenie chłopów. Społeczeństwo uznawało Towarzystwo Rolnicze za nieoficjalną reprezentację narodu, a liderzy towarzystwa zamierzali doprowadzić do kompromisu politycznego z władzami carskimi. Towarzystwo jako jedyna legalna polska organizacja cieszyło się dużym autorytetem wśród Polaków. Społeczeństwo oczekiwało, że towarzystwo będzie reprezentować interesy narodu polskiego i wystąpi wobec Rosjan z żądaniami kolejnych ustępstw politycznych. Wielka manifestacja patriotyczna 8 kwietnia 1861 zakończyła się masakrą tłumu przez armię rosyjską (kilkuset zabitych i rannych). Wydarzenie to skłoniło działaczy Towarzystwa Rolniczego do silniejszego zaangażowania się w ruch narodowy. Gdy carat rozwiązał Towarzystwo Rolnicze i Delegację Miejską, pod koniec 1861 powstała organizacja „białych”. Następnie powołano tajny komitet wykonawczy, tzw. Dyrekcję Wiejską (początek 1862).
„Biali” postulowali skupienie się na pracy organicznej, pokojowych manifestacjach patriotycznych, negocjacjach z zaborcą, zacieśnianiu więzi między zaborami. Wokół towarzystwa zgromadzili się ziemianie, burżuazja i inteligencja, domagający się od cara przywrócenia Królestwu Polskiemu autonomii politycznej, własnej administracji i wojska polskiego, równouprawnienia Żydów, przyłączenia ziem zabranych do Królestwa – chcieli to uzyskać bez podejmowania w niedalekiej przyszłości zbrojnego powstania. Wreszcie „biali” zaczęli głosić hasła utworzenia z ziem pod panowaniem Rosji niepodległego państwa polskiego. „Biali” liczyli na uniknięcie walki zbrojnej z powodu przewidywanych represji na Polakach. Walkę o niepodległość wiązali z interwencją dyplomatyczną Francji i Wielkiej Brytanii (umiędzynarodowienie sprawy polskiej). Ich poglądy polityczne były przeciwstawne powstańczym dążeniom „czerwonych”, ale też ugodowej polityce Aleksandra Wielopolskiego. „Biali” dopuszczali ostatecznie możliwość zorganizowania kolejnego powstania narodowowyzwoleńczego, ale jedynie w przypadku niepowodzenia zabiegów dyplomatycznych. Powstanie miałoby zostać starannie przygotowane i wsparte przez mocarstwa zachodnie.
Lewym skrzydłem „białych” byli millenerzy. „Biali” poparli powstanie styczniowe dopiero w lutym 1863, dążąc do przejęcia w nim kierownictwa. W marcu 1863 udało im się doprowadzić do objęcia dyktatury przez Mariana Langiewicza, jednakże zapadła decyzja o rozwiązaniu organizacji „białych”. Po upadku Langiewicza „biali” uzyskali zdecydowaną przewagę w Rządzie Narodowym.
Ważniejsi działacze „białych”:
- Leopold Kronenberg
- Andrzej Artur Zamoyski
- Karol Ruprecht
- Edward Jürgens
- Karol Majewski